# Claude Hagège

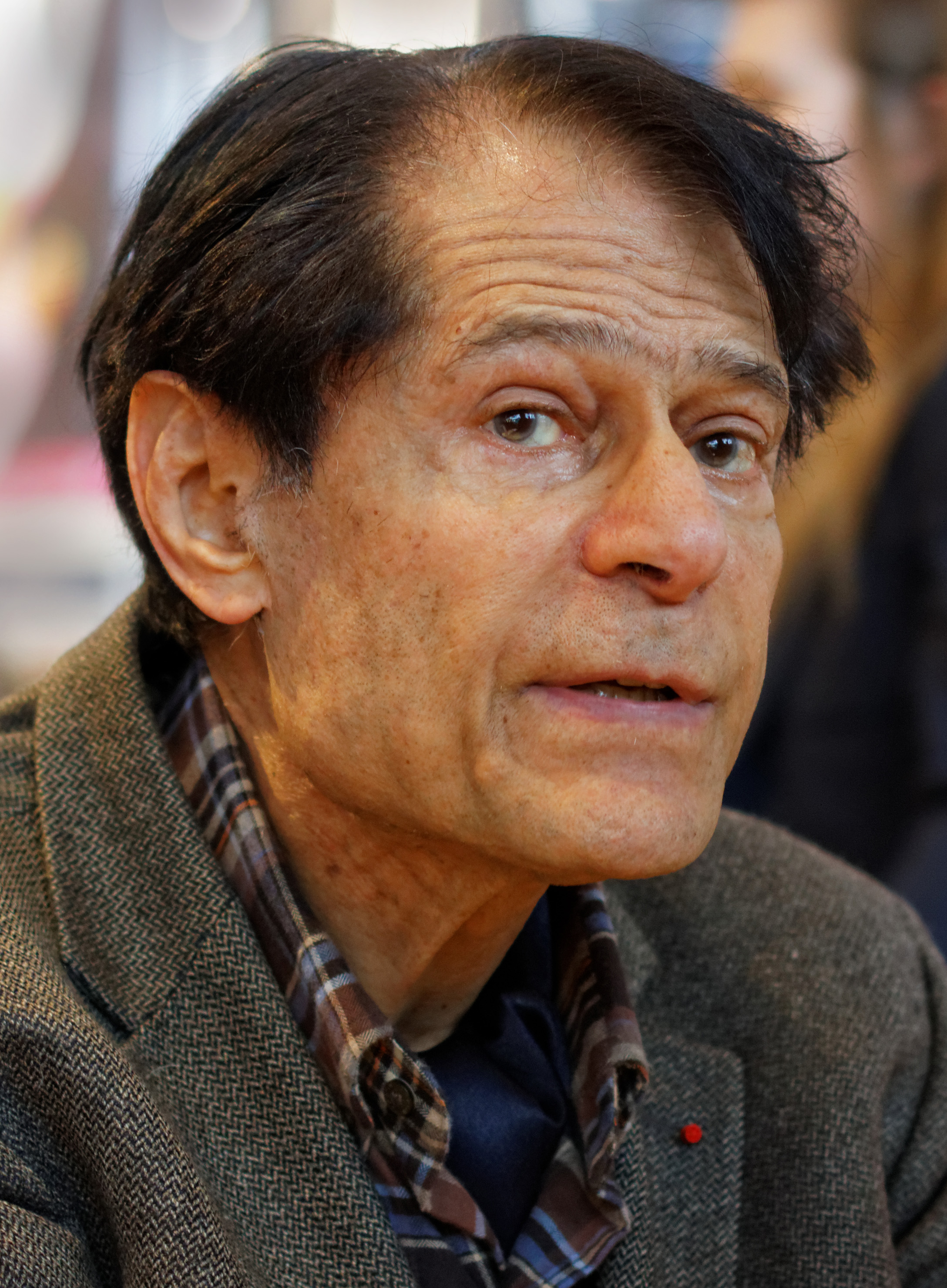
Claude Hagège, 2013

Claude Hagège (Carthago, Tunesië, 1 januari 1936) is een bekende Franse taalwetenschapper en publicist.
Hagège spreekt tientallen talen en doceert onder meer aan het prestigieuze Collège de France. Hij beschouwt de veelheid aan talen in Europa en in de wereld als iets waardevols en probeert het verdwijnen van kleinere talen tegen te gaan. In zijn meest recente boek, Contre la pensée unique (Tegen het eenheidsdenken), legt Hagège expliciet de link tussen de taal die mensen spreken en de manier waarop zij denken.     

## Recente werken
- La Langue mbum de nganha cameroun - phonologie - grammaire, Klincksieck, 1970
- Le Problème linguistique des prépositions et la solution chinoise, 1975
- La Phonologie panchronique, PUF, 1978
- Le comox llamen de Colombie britannique : présentation d'une langue amérindienne, Amerindia Themanummer, Paris, Association d'Ethnolinguistique Amérindienne, 1981
- La Structure des langues, 1982
- L'Homme de paroles, 1985
- Le Français et les siècles, Éditions Odile Jacob, 1987
- Le Souffle de la langue : voies et destins des parlers d'Europe, 1992
- The Language Builder: an Essay on the Human Signature in Linguistic Morphogenesis, 1992
- L'Enfant aux deux langues, Éditions Odile Jacob, 1996
- Le français, histoire d'un combat, 1996
- L'Homme de paroles : contribution linguistique aux sciences humaines, Fayard, 1996
- Halte à la mort des langues, Éditions Odile Jacob, 2001
- Combat pour le français : au nom de la diversité des langues et des cultures, Éditions Odile Jacob, 2006
- Dictionnaire amoureux des langues, Éditions Plon-Odile Jacob, 2009
- Contre la pensée unique, Éditions Odile Jacob, 2012